# Musikjahr 1563
Liste der Musikjahre

◄◄ | ◄ | 1559 | 1560 | 1561 | 1562 | Musikjahr 1563 | 1564 | 1565 | 1566 | 1567 | ► | ►►

Weitere Ereignisse
Dieser Artikel behandelt das Musikjahr 1563.

## Ereignisse

### Heiliges Römisches Reich

#### Hofkapelle von Kaiser Ferdinand I.
- Jakob Buus ist seit Spätherbst 1550 Mitglied der kaiserlichen Hofkapelle und Organist in Wien.
- Christian Hollander, der sich Ende 1557 der Hofkapelle von Kaiser Ferdinand I. in Innsbruck angeschlossen zu haben scheint, ist dort ab 1559 sicher als Mitglied der Hofkapelle dokumentiert und ist hier bis zum Tod von Kaiser Ferdinand 1564 geblieben.
- Lambert de Sayve, der vermutlich seine erste Ausbildung als Sängerknabe an der St.-Lambertus-Kathedrale in Lüttich erhalten hat, tritt schon in jungen Jahren, nach Aussage einiger Quellen 1562, in den Dienst der kaiserlichen Hofkapelle in Wien. In den Mitgliederlisten der Hofkapelle erscheint sein Name aber erst im Jahr 1568, als Philippe de Monte die Leitung der Kapelle übernommen hat.

#### Bayerischer Reichskreis

##### Herzogtum Bayern
- Ludwig Daser, der seit 1552 Kapellmeister der Münchner Hofkantorei war, verliert diese Position 1563 an Orlando di Lasso. Da er zum Protestantismus übergetreten ist, verliert er nicht nur seine Position, sondern ist auch gezwungen, München zu verlassen.
- Franciscus Florius hat seit Herbst 1556 in München an der Hofkapelle von Herzog Albrecht V. eine Anstellung als Hofbassist. Neben seiner Tätigkeit als Sänger ist Florius, zusammen mit dem Hofkopisten Johannes Pollet, auch als Notenkopist eingesetzt.
- Johannes de Fossa ist seit dem letzten Vierteljahr 1559 Vizekapellmeister der Münchner Hofkapelle. In den vorhandenen Dokumenten wird Fossa allerdings weiterhin nur als Tenorist bezeichnet.
- Antonius Gosswin, der wahrscheinlich als Chorknabe in die Hofkapelle von Herzog Albrecht V. eingetreten ist, arbeitet als Alt-Sänger in der Hofkapelle.
- Orlando di Lasso, der 1562 die Hofkapelle auf Herzog Albrechts V. Reise nach Prag und Frankfurt zur Krönung von Maximilian II. zum böhmischen König und deutschen Kaiser geleitet hatte, wird 1563 an Stelle des erkrankten Ludwig Daser zum Kapellmeister der Hofkapelle befördert.
- Francesco Londariti, der an der Kathedrale in Padua tätig war und 1561 – möglicherweise wegen Sympathien für die Reformation – das Veneto verlassen musste, arbeitet von 1562 bis 1566 als hoch geschätzter Musiker im Chor am herzoglichen Hof Albrechts V. in München unter Orlando di Lasso. Diese Zeit scheint seine kompositorisch fruchtbarste gewesen zu sein, wie die Kompositionen aus dieser Zeit zeigen, darunter zwei Motetten für die Hochzeit eines Johann Jakob Fugger und Kompositionen, die er an Kaiser Maximilian II. sendet.
- Ivo de Vento, der zunächst bis September 1559 als Sängerknabe unter dem Hofkapellmeister Ludwig Daser am herzoglich-bayerischen Hof von Albrecht V. in München gewirkt hatte und – nach Eintritt seines Stimmbruchs – ein Stipendium für ein Studium in Italien erhalten hatte, kehrt 1563 als Organist an den Münchner Hof zurück. In München steht die Hofkapelle inzwischen unter Leitung von Orlando di Lasso, und Vento erhält im Zuge der Erweiterung der Kapelle zwei gleichberechtigte italienische Kollegen im Organistenamt.

#### Burgundischer Reichskreis

##### Markgrafschaft Antwerpen
- Antoine Barbé, der – nach den Akten der Kathedrale von Antwerpen – von 1527 bis 1562 die Stelle des Kapellmeisters innehatte, lebt in Antwerpen und verstirbt im Folgejahr. Als Kapellmeister folgt ihm Gérard de Turnhout nach.
- Séverin Cornet lebt von 1555 bis 1564 in Antwerpen, wo er als Sänger tätig ist. In dieser Zeit heiratet er Jeanne Barbé, die Tochter des Komponisten Antoine Barbé.
- Noé Faignient bekommt 1561 das Bürgerrecht in Antwerpen und wirkt hier als Musiklehrer.
- Rinaldo del Mel lebt in Mecheln und ist seit dem 3. März 1562 Mitglied der Singschule der Kathedrale Saint-Rombaud; dort wird er ab 1564 Unterricht vom Chorregenten Séverin Cornet erhalten.
- Gérard de Turnhout, der seit dem 3. April 1559 Kapellmeister an der Kathedrale Saint-Gommaire in Lierre war, kehrt 1562 an die Liebfrauenkirche Antwerpen zurück und übernimmt 1563 die Position eines Musikmeisters (maître de musique) in der Nachfolge von Antoine Barbé.
- Hubert Waelrant ist 1563 – als für die zwischenzeitlich zur Kathedrale erhobene Antwerpener Liebfrauenkirche von Jean Fer ein Glockenspiel angeschafft wird – für die Stimmung dieses Glockenspiels als Berater aktiv.

##### Grafschaft Flandern
- Andreas Pevernage wird am 21. Januar 1563 zum Kapellmeister an der Kirche St. Salvator in Brügge ernannt. Diese Stelle verlässt er aber noch im gleichen Jahr; er wird im September für die gleiche Position an der Kirche Notre-Dame in Courtrai berufen und tritt sie am 17. Oktober 1563 an, wo er bis 1577 bleibt.

##### Grafschaft Holland
- Cornelis Boskoop ist seit dem 1. Mai 1554 und bis März 1573 Organist an der Oude Kerk in Delft. Von ihm sind nur die „50 Psalmen Davids“ in Motettenform aus dem Jahr 1562 überliefert.
- Tielman Susato, der 1543 in Antwerpen ein dreijähriges Druckerprivileg erhalten hatte und hier in den Jahren 1543 bis 1561 drei Bände mit Messkompositionen, 19 Motetten- und 22 Chansonbücher, darüber hinaus eine Serie mit elf Bänden Musyck Boexken herausbrachte, hat seit 1561 seinen Wohnsitz in Alkmaar. Das Antwerpener Geschäft wird von seinem Sohn Jacob weitergeführt, der drei Jahre vorher in den Betrieb eingestiegen ist. Seine Übersiedelung war vielleicht von seiner calvinistischen Einstellung motiviert, wofür er in den nördlichen Niederlanden mit größerer Toleranz rechnen konnte. In Alkmaar hat Susato seit 1561 Positionen in der Verwaltung der Stadt und wird 1563 Vorstandsmitglied im Wasser- und Bodenverband der dortigen Region.

#### Fränkischer Reichskreis

##### Reichsstadt Nürnberg
- Georg Forster lebt seit 1548 in Nürnberg, wo er zum Leibarzt von Abt Friedrich zu Hailsbronn ernannt wurde. In Nürnberg bleibt er 20 Jahre bis zu seinem Tod.

#### Kurrheinischer Reichskreis

##### Kurpfalz
- Jobst von Brandt ist seit 1548 Hauptmann in Waldsassen (Oberpfalz) und Verwalter des dortigen Klosters sowie Pfleger von Liebenstein bei Tirschenreuth.
- Mathias Gastritz, der am 22. Dezember 1561 zum Organisten der Stadt Amberg bestellt wurde, wirkt fast 30 Jahre lang in den Diensten der Stadt.
- Sebastian Ochsenkun ist seit 1544 Lautenmeister am kurpfälzischen Hof in Heidelberg.

#### Niederrheinisch-Westfälischer Reichskreis

##### Erzstift Cambrai
- Jean de Bonmarché ist seit 1560/61 maître des enfants (Leiter der Chorknaben) an der Kathedrale Notre-Dame von Cambrai.

##### Hochstift Lüttich
- Jan Belle ist in den Jahren 1563 bis 1566 möglicherweise als Succentor an der Liebfrauenkirche in St. Truiden tätig.
- Ludovicus Episcopius wirkt seit 19. Oktober 1545 als zangmeester an der Kollegiatkirche St. Servatius in Maastricht. Er bekommt mehrere Benefizien und wird Mitglied der Bruderschaft der Kapläne als einer der scriptores chori. Diese Stellung behält er bis ins Jahr 1566.
- Jean De Latre, der seit November 1544 in der Nachfolge von Adam Lauri succentor an der Kirche St. Martin in Lüttich war und die Kapelle der Kirche fast 20 Jahre lang mit Geschick und Erfolg geleitet hat, bekommt 1563 das Amt des archimusicus des Chors in Amersfoort. Er wird aber bereits Ende 1564 an die Kapelle an St. Martin in Lüttich zurückkehren.
- Johannes Mangon, der seine erste musikalische Ausbildung als duodenus an der Singschule (schola cantorum) der Gemeinde Saint Martin-en-Mont in Lüttich erhielt, wirkt von 1562 bis 1570 an der dortigen Kirche als Succentor.

##### Vereinigte Herzogtümer Jülich-Kleve-Berg
- Martin Peudargent ist Hofkomponist in den Diensten von Wilhelm V. von Jülich-Kleve-Berg.

#### Niedersächsischer Reichskreis

##### Fürstentum Braunschweig-Wolfenbüttel
- Johann Zanger der Ältere, der seit 1548 in Braunschweig als Rektor am Katharineum tätig war, ist seit 1553 Pfarrer an der Petrikirche.

##### Hamburg
- Jacob Praetorius der Ältere, der wahrscheinlich in seiner Heimatstadt Magdeburg Unterricht von Martin Agricola erhielt, ist von 1555 bis zu seinem Tod als Organist und Kirchenkomponist an zwei Kirchen in Hamburg nachweisbar.

##### Herzogtum Mecklenburg-Schwerin
- David Köler, der von 1557 bis 1563 Kantor in Altenburg war, wird 1563 von Herzog Johann Albrecht I. von Mecklenburg-Schwerin zum Hofkapellmeister berufen. Verbunden damit ist die Aufgabe zur Schaffung einer „Hof-Cantorej“.

#### Obersächsischer Reichskreis

##### Kurfürstentum Sachsen
- Joachim a Burck, der seit 11. April 1561 an der Universität Wittenberg studiert hat, wird 1563 Kantor an der Lateinschule in Mühlhausen.
- Gallus Dreßler, der 1557 die Universität Jena besucht hatte, wo Johann und Victorin Strigel ihn für die konfessionelle Überzeugung der Philippisten gewinnen konnten, ist seit 1558 als Nachfolger von Martin Agricola Kantor an der Lateinschule in Magdeburg. 1563 veröffentlicht er sein Buch Praecepta musicae poeticae.
- Wolfgang Figulus, der von 1549 bis 1551 als Thomaskantor der Thomasschule in Leipzig gewirkt hat, ist von 1551 bis zu seiner Pensionierung 1588 Kantor und Lehrer an der Fürstenschule in Meißen. Er unterrichtet die Fächer Musik, Latein und Religion und sorgt für die musikalische Gestaltung der Gottesdienste in der Afrakirche.
- Mattheus Le Maistre, der wahrscheinlich vor 1554 am bayerischen Hof in München gewirkt hat, ist seit 1554 sächsischer Hofkapellmeister als Nachfolger von Johann Walter; ab dieser Zeit sind seine Kompositionen fast ausschließlich gedruckt überliefert. Die Hofkapelle umfasst seinerzeit 40 Musiker. Hier übernimmt er auch die Traditionen von Johann Walter und Georg Rhau, vertont Teile von Luthers Kleinem Katechismus und komponiert Choralmotetten zu Luther-Liedern.
- Antonio Scandello, der 1549 mit fünf weiteren „welschen Musikern“ von Kurfürst Moritz von Sachsen bei einer Italienreise eingestellt wurde, ist Mitglied der Dresdner Hofkapelle.
- Leonhart Schröter, der von 1545 bis 1547 die Fürstenschule in Meißen besucht hat, wirkt danach von 1561 bis 1576 als Stadtkantor in Saalfeld.
- Nikolaus Selnecker, der von Melanchthon 1557 als dritter Hofprediger nach Dresden empfohlen und daraufhin von Kurfürst August dorthin berufen wurde, ist seit 4. April 1559 Leiter der Hofkapelle in Dresden. Seit 14. Februar 1560 ist er auch Erzieher des Kurprinzen Alexander.
- Johann Walter, der seit 1548 Kapellmeister der Hofkantorei von Kurfürst Moritz war, lebt nach seiner Pensionierung 1554 in Torgau. Walters letzte Lebensjahre sind geprägt von Kompositionen und Dichtungen, die er seinen ehemaligen Landesherren widmet.

#### Österreichischer Reichskreis

##### Erzherzogtum Österreich
- Johannes de Cleve ist, worauf Belege hindeuten, ab dem Jahr 1553 Sänger (Tenorist) in der Hofkapelle des österreichischen Regenten Erzherzog Ferdinand (1503–1564) in Wien.
- Giovanni de Macque, der in jungen Jahren an der Hofkapelle in Wien als Sängerknabe ausgebildet wurde, setzt nach Eintritt des Stimmbruchs Ende 1563 seine Ausbildung am Wiener Jesuitenkolleg fort.
- Jakob Regnart ist seit dem Jahr 1557 Mitglied der Sängerkapelle am Habsburgischen Hof des Erzherzogs und späteren Kaisers Maximilians II. In diesem Dienst der Habsburger steht er für sein ganzes Leben.
- Melchior Schramm, der als Kind in Prag gelebt hat, wird 1563 Singknabe in der Hofkapelle von Erzherzog Ferdinand von Tirol. Mit dessen Hof kommt er nach Innsbruck, wo er in Ferdinands neugegründeter Knabensingschule ausgebildet wird.
- Jacobus Vaet ist seit dem 1. Januar 1554 Kapellmeister in der Hofkapelle von Erzherzog Maximilian in Wien.
- Lorenz Wessel verfasst 1563 – vermutlich in Steyr – für Maximilian II. ein Lied anlässlich dessen Königs-Krönungen, das er drucken lässt – vielleicht in der Hoffnung, dafür eine Gratifikation zu erhalten. Die Anfangsbuchstaben der Zeilen bilden akrostichisch die Worte: Dem Allerdvrchlevchtigisten und Grosmechtigisten Kynig und Herren Herren Maximiliano Roemischem Hungarischem vnd Boemischem Kynig Ertzhertzogen zv Oesterreich Hertzogen zv Bvrgundi und Grafen zv Tirol et cetera Irer Kynigcklichen Mayestat zu einem Herlichen Lobsprvch zu Eren Gedicht. Es schließt mit einer Gloria-Patri-Strophe und der Zeile: Das wünscht Lorentz Wessel von Essen. AMEN.

#### Schwäbischer Reichskreis

##### Augsburg
- Jacobus de Kerle, der seit Anfang des Jahres 1562 Kapellmeister der Privatkapelle von Kardinal Otto Truchseß von Waldburg, dem Bischof von Augsburg, ist, reist von August 1563 bis Mai 1564 im Gefolge des Kardinals über Oberitalien nach Barcelona, um die österreichischen Erzherzöge Rudolf und Ernst zum spanischen Königshof zu begleiten.

##### Herzogtum Württemberg
- Balduin Hoyoul, der im Jahr 1561 im Alter von etwa 13 Jahren als Diskant-Sänger in den Chor der Stuttgarter Hofkapelle unter Ludwig Dasers Leitung eingetreten war, kann 1563 – nach Eintritt des Stimmbruchs – noch ein Jahr als Altist und Komponist wirken. Danach wird er für zwei Jahre als Schüler zu Orlando di Lasso nach München geschickt (1564/1565).

#### Nicht eingekreiste zum Heiligen Römischen Reich zugehörige Territorien und Stände

##### Alte Eidgenossenschaft
- Homer Herpol ist seit 1550 in Freiburg (Schweiz) als Kantor an der Kirche St. Nikolaus angestellt. Neben seiner Kantorentätigkeit wirkt Herpol auch am Dekanatsgericht, später auch am neu geschaffenen Chorgericht.

##### Herzogtum Mailand
- Vincenzo Ruffo, der seit 1551 in Verona als Maestro di musica an der Accademia Filarmonica gewirkt hat, ab 1554 auch als Domkapellmeister, versieht ab 1563 die gleiche Stelle in Mailand und danach noch in Pistoia und Sacile.
- Matthias Hermann Werrecore, der von August bis Dezember 1559 beim Domchor in Mailand als Tenorsänger gewirkt hat, lebt vermutlich in Mailand. Nach Dokumenten von 1532 und 1561 besitzt Werrecore Eigentum vor Ort und hat aus zwei Ehen mindestens drei Kinder.

##### Herzogtum Modena und Reggio
- Luzzasco Luzzaschi, der in seiner Jugend Schüler des flämischen Komponisten Cipriano de Rore war, ist seit Mai 1561 Organist am Hof des Herzogs Alfonso II. d’Este.
- Giaches de Wert, der ab 1557 in Novellara für Graf Alfonso I. Gonzaga gewirkt hatte, versieht von 1563 bis 1565 den Dienst eines Kapellmeisters für die kaiserlichen Gouverneure in Mailand. Sein in Venedig erschienenes Werk Il terzo libro de madrigali zu fünf Stimmen weist ihn als Maestro di Capella de Consalvo Fernandes di Cordova, des Herzogs von Sessa und Gouverneur von Mailand aus.

##### Herzogtum Toskana
- Paolo Aretino, der bis 1547 als Kantor am Dom von Arezzo gewirkt hat, ist danach bis zu seinem Tode im Jahr 1584 an Santa Maria della Pieve, ebenfalls in Arezzo, tätig.
- Francesco Corteccia steht seit dem Jahr 1539 im Dienst der Familie de’ Medici und bekleidet die Stelle des Kapellmeisters am Hofe des Herzogs Cosimo I. Zu seinen zahlreichen Schülern gehören Cristofano Malvezzi und Luca Bati (1546–1608).
- Nicolao Dorati wirkt seit 1543 in der Stadtkapelle von Lucca, zunächst als Posaunist und seit 1557 für über zwanzig Jahre als Kapellmeister.
- Vincenzo Galilei, der um das Jahr 1560 nach Pisa gezogen ist, ist seit 1562 mit Giulia Ammannati (gestorben 1620) aus einer angesehenen Familie von Tuchhändlern aus Pisa verheiratet. Aus der Ehe werden sechs oder sieben Kinder hervorgehen, darunter 1564 Galileo Galilei und 1575 der Lautenist und Komponist Michelangelo Galilei. 1563 veröffentlicht er in Rom seine Intavolatura de lauto di Vincenzo Galileo Fiorentino.
- Cristofano Malvezzi, Sohn des Organisten und Orgelbauers Niccoló Malvezzi, wird 1562 Canonico soprannumerario und ab 1572 regulärer Kanoniker an San Lorenzo in Florenz.
- Giovanni Piero Manenti ist seit März 1557 Organist an S. Giovanni in Florenz.
- Alessandro Striggio der Ältere, der aus einem Aristokratengeschlecht entstammt, hält sich vermutlich in Florenz auf, wo er um 1560 die ersten Kontakte zu den Medici knüpft. Während der 1560er Jahre komponiert er zahlreiche Intermedi für Hochzeiten, Besuche und andere festliche Anlässe der Medici.

### Königreich England und Irland

#### Chapel Royal von Elisabeth I.
- William Daman, der 1562 – möglicherweise auf eine Einladung des Ersten Earl of Dorset, Thomas Sackville – nach London gezogen ist, ist in die Dienste der Königin Elisabeth I. getreten und verbringt den Rest seines Lebens in England.
- Richard Edwards, der seine Ausbildung in Cambridge und Oxford absolviert hat, hat seit 1561 die Leitung des Kinderchores an der Chapel Royal.
- Alfonso Ferrabosco der Ältere, der vermutlich 1562 mit seinem Onkel das erste Mal nach England gekommen ist, hat eine Anstellung bei Königin Elisabeth I.
- Robert Parsons, der erstmals 1560/1561 in einem Rechnungsbuch der Londoner Chapel Royal auftaucht, wird am 17. Oktober 1563 als Gentleman of the Chapel Royal aufgenommen – etwa gleichzeitig mit William Mundy, weswegen man vermutet, dass Parsons in etwa gleichaltrig wie Mundy gewesen sein könnte.
- Thomas Tallis, der 1543 zum „Gentleman of the Chapel Royal“ in London ernannt wurde, bekleidet dieses Amt in den folgenden vierzig Jahren.

#### Cambridge
- Anthony Holborne studiert seit 1562 an der Universität Cambridge.

### Königreich Frankreich

#### Chapelle Royale von Karl IX.
- Jakob Arcadelt ist ab 1554 als Sänger am Hof des späteren französischen Königs Karl IX. in Paris belegt, wo er bis zu seinem Tod bleibt. Zur gleichen Zeit steht er im Dienst des humanistisch orientierten Kardinals von Lothringen, Charles de Guise (1524–1574), der ebenfalls in Paris residiert.
- Guillaume Costeley ist nach seiner Ausbildung von 1560(?) bis 1570 Hoforganist am Hof von Karl IX.

#### Lyon
- Paschal de l’Estocart hält sich zwischen 1559 und 1565 in Lyon auf.

#### Metz
- Claude Goudimel, der wahrscheinlich seit 1549 und bis 1557 an der Universität Paris studiert hatte und seit 1553 Teilhaber des Verlagshauses von Nicolas Du Chemin (1520–1576) ist, lebt ab 1557 bis etwa 1567 in Metz.

#### Paris
- Pierre Certon, der seit 1529 in Paris an Notre-Dame und hier seit 1542 als Leiter des Knabenchores gearbeitet hat, lebt seit 1560 in seiner Heimatstadt Melun.
- Adrian Le Roy lebt in Paris und ist musikalischer Leiter des von ihm mit seinem Vetter Robert Ballard 1551 gegründeten Musikverlags Le Roy & Ballard. 1563 veröffentlicht er seine Instruction de partir toute musique facilment en tablature de luth.

### Italienische Staaten

#### Kirchenstaat
- Giovanni Animuccia ist seit 1555 als Nachfolger von Giovanni Pierluigi da Palestrina Kapellmeister der Cappella Giulia an St. Peter im Vatikan.
- Filippo Azzaiolo ist in seiner Geburtsstadt Bologna ab etwa 1557 als Sänger aktiv und verbringt dort sein gesamtes Leben.
- Giulio Caccini ist wahrscheinlich Mitglied im Knabenchor der Cappella Giulia des Petersdoms.
- Ghiselin Danckerts ist seit 1538 Sänger der päpstlichen Kapelle in Rom. Er übt dieses Amt bis 1565 aus.
- Ghinolfo Dattari erhält ab Februar 1555 in Bologna eine Anstellung als Sänger in der Kapelle von San Petronio, der er 62 Jahre lang, bis zu seinem Tode angehört.
- Domenico Ferrabosco, der seit 1551 Sänger der päpstlichen Kapelle in Rom war, ist seit 1555 Kapellmeister in seiner Heimatstadt Bologna.
- Giovanni Maria Nanino wird in den Rechnungsbüchern des Kardinals Ippolito II. d’Este seit März 1562 als “cantore” geführt. In diesem Amt begleitet er den Kardinal nach Frankreich, wohin Papst Pius IV. Ippolito in diplomatischer Mission entsendet. Die Verbindung mit dem einflussreichen Kardinal, der der pro-französischen Fraktion in Rom angehört, dürfte die Karriere des jungen Nanino wesentlich gefördert haben.
- Giovanni Pierluigi da Palestrina, der am 3. August 1560 sein Amt als Kapellmeister der Cappella Pia an San Giovanni in Laterano, dem römischen Bischofssitz des Papstes, verlassen hatte, ist seit 1. März 1561 in Rom Leiter der Cappella Liberiana an Santa Maria Maggiore, dem Ort seiner Ausbildung. Hier bleibt er etwa vier Jahre lang. 1563 widmet Palestrina dem Kardinal Rodolfo Pio da Carpi (1500–1564) seinen ersten Individualdruck Motecta festorum totius anni, einen liturgischen Jahreszyklus in Motettenform.

#### Königreich Neapel
- Giovanni Domenico da Nola wirkt ab Februar 1563 bis zu seinem Tod als Maestro di cappella an der Basilika Santissima Annunziata Maggiore in Neapel. In dieser Funktion lehrte er auch die Mädchen des Waisenhauses der Annunziata und die Diakone des Priesterseminars Gesang.
- Diego Ortiz wirkt seit 1553 am vizeköniglichen Hof in Neapel. Fernando Álvarez de Toledo, 3. Herzog von Alba ernennt ihn zu seinem Kapellmeister (Maestro de Capilla).

#### Republik Venedig
- Baldissera Donato ist seit 1550 als Sänger – zunächst an San Marco in Venedig – aktiv und wirkt auch in der Ausbildung der Sänger.
- Antonio Gardano, der seit 1532 in Venedig lebt und hier einen Musikverlag und eine Druckerei gegründet hat, gibt zwischen 1538 und 1569 rund 450 Publikationen, vor allem Madrigale und geistliche Musik heraus. Von den noch 388 erhaltenen Drucken sind nur zwei nicht musikalischen Inhalts.
- Giorgio Mainerio, der sich in den Jahren ab 1560 um eine Stelle als Kaplan und altarista an der Kirche Santa Maria Annunziata in Udine beworben hat, verbringt in Udine die Jahre 1560 bis 1570. Dank seines erworbenen musikalischen Fachwissens und des Unterrichts, den er bei zwei örtlichen Musikautoritäten, den Kapellmeistern Gabriele Martinengo und Ippolito Chiamaterò genießt, beginnt er seine erfolgreiche musikalische Laufbahn.
- Florentio Maschera, der seine erste Anstellung als Organist im Kloster „Santo Spirito in Isola“ vor Venedig erhielt, ist seit 22. August 1557 Organist an der Kathedrale von Brescia.
- Claudio Merulo, der seit 1556 als Organist in Brescia gearbeitet und sich 1557 um den Posten eines zweiten Organisten am Markusdom in Venedig beworben hatte, erhält diese Position und übt sie bis 1566 aus.
- Annibale Padovano ist von 1552 bis 1565 erster Organist am Markusdom in Venedig. Padovano ist an der Einführung des wechselseitigen Musizierens der zwei auf gegenüberliegenden Emporen postierten Orgeln und Chöre beteiligt, woraus sich mit Adrian Willaert die Venezianische Mehrchörigkeit entwickelt.
- Costanzo Porta lebt seit 1549 in Venedig und war dort Schüler des Komponisten Adrian Willaert.
- Cipriano de Rore, der seit 1560 am Hof von Herzog Ottavio Farnese in Parma gewirkt und zu Ehren des im Dezember 1562 verstorbenen Adrian Willaert die Motette Concordes adhibete animos komponiert hat, wird 1563 sein Nachfolger als Domkapellmeister zu San Marco in Venedig.

### Königreich Polen und Großfürstentum Litauen

#### Hofkapelle von Sigismund II. August
- Valentin Bakfark ist von 1549 bis 1566 Lautenist am Hof des polnischen Königs und Großfürsten von Litauen Sigismund II. August in Vilnius.

#### Danzig
- Franciscus de Rivulo, der vermutlich aus den Niederlanden stammt, wirkt in Danzig. Er wird in den Unterlagen der Marienkirche in Danzig aus dem Jahr 1560 als Kantter bezeichnet und wird 1563 „erster Kapellmeister der Stadtratskapelle“. Darüber hinaus wird er in einer Handschrift aus den Jahren 1562/63 „Cantor Gedani“ genannt. Außerdem ist es seine Aufgabe, das Einstellen der Spieluhrmelodien am Turm des Danziger Rathauses zu besorgen. In der Stellung als Kapellmeister wirkt er bis zu seinem Tod 1564.

#### Krakau
- Krzysztof Borek, der zunächst Chorknabe und später Mitglied der Krakauer Hofkapelle war, ist von 1556 bis 1572 deren Kapellmeister.

#### Sandomierz
- Mikołaj Gomółka, der als königlicher Fistulator (hervorragende Instrumentalist des Königs) Mitglied der Hofkapelle von König Sigismund II. August von Polen war, verlässt 1563 den Hof und ist die folgenden 15 Jahre in seiner Geburtsstadt Sandomierz in einigen außermusikalischen Bereichen tätig.

##### Vilnius
- Cyprian Bazylik steht seit 1556 in den Diensten des Fürsten Mikołaj Radziwiłł der Schwarze in Vilnius.

### Königreich Spanien

#### Hofkapelle von Philipp II.
- Antonio de Cabezón ist Hoforganist Philipps II.
- Miguel de Fuenllana wirkt ab dem Jahr 1560 am Hof von Elisabeth von Valois, der dritten Frau von König Philipp II., in der Stellung eines Kammermusikers mit einem Jahresgehalt von 50.000 Maravedís und bleibt hier bis Juni 1569.
- George de La Hèle, der vermutlich seine musikalische Ausbildung an der Kirche zu Unsrer Lieben Frau in seiner Heimatstadt Antwerpen bei Antoine Barbé erhalten hat, gehört zu einer Gruppe von Chorknaben, die im Jahr 1560 nach Spanien gegangen sind, um an der Hofkapelle von König Philipp II. in Madrid unter der Leitung von Pierre de Manchicourt am Musikleben des Hofs und an der Gestaltung der Gottesdienste mitzuwirken. Nach eigener Aussage übt er diesen Dienst zehn Jahre lang aus und ist während der letzten Jahre zu Studien an der Universität von Alcalá eingeschrieben.
- Pierre de Manchicourt ist in der Nachfolge von Nicolas Payen seit April 1559 Hofkapellmeister von König Philipp II. von Spanien.

#### Baeza
- Juan Bermudo ist seit dem 24. Juni 1560 einer der vier definidores der andalusischen Ordensprovinz.

#### Guadalajara
- Tomás de Santa María hält sich 1563 im Kloster San Domingo in Guadalajara auf; nach anderen Aussagen ist er Organist im Konvent San Pablo in Valladolid.

#### La Seu d’Urgell
- Joan Brudieu ist seit 1548 Kapellmeister auf Lebenszeit der Kathedrale von La Seu d’Urgell. Diese Position behält er – mit Unterbrechungen – bis kurz vor seinem Tode 1591.

#### Sevilla
- Francisco Guerrero ist seit 1551 Assistent von Kapellmeister Fernández de Castileja und Chorregent an der Kathedrale von Sevilla.
- Alonso Mudarra ist seit dem 18. Oktober 1546 Kanoniker an der Kathedrale von Sevilla. In dieser Stadt hat er einen bedeutenden Einfluss auf das Musikleben und bleibt dort noch 34 Jahre bis an sein Lebensende. Zu seinen Aufgaben an der Kathedrale gehört die Leitung aller musikalischen Aktivitäten. Hierzu gehören die Beauftragung von Instrumentalisten, der Kauf und die Leitung des Aufbaus einer neuen Orgel und die enge Zusammenarbeit mit Komponisten für die vielfältigen festlichen Anlässe.

## Instrumentalmusik

### Für Laute
- Marco Dall’Aquila – zwei Fantasien, in: La intabolatura de lauto de diversi autori, Venedig
- Vincenzo Galilei – Intavolature de lauto, Rom: Valerio Dorico: Noten und Audiodateien im International Music Score Library Project
- Giacomo Gorzanis – Il secondo libro de intabulatura di liuto, Venedig
- Verschiedene Künstler – Theatrum musicum, Löwen: Pierre Phalèse: Noten und Audiodateien im International Music Score Library Project

## Vokalmusik

### Geistlich
- Giovanni Animuccia – erstes Buch mit Laudi, Rom: Valerio Dorico
- Francisco Guerrero – Magnificats, Löwen: Pierre Phalèse
- Giovanni Pierluigi da Palestrina – Motecta festorum totius anni zu vier Stimmen, Rom
- Cipriano de Rore – Motetta Cipriani de Rore et aliorum auctorum zu vier Stimmen, Venedig: Noten und Audiodateien im International Music Score Library Project
- Vincenzo Ruffo – erstes Buch der Musica spitituale, Venedig

### Weltlich
- Séverin Cornet – Canzoni napolitane zu vier Stimmen, Antwerpen: Waelrant & Laet
- Giulio Fiesco – Madrigale zu vier und fünf Stimmen, Venedig: Girolamo Scotto
- Georg Forster – Der dritte Teyl, schöner, lieblicher, alter, und newer teutscher Liedlein, 3. Auflage, Nürnberg 1563 (1. Auflage 1549 mit 80 Liedern zu vier Stimmen; 2. Auflage mit verändertem Titel und Vorwort 1552)
- Orlando di Lasso – drittes Buch mit Madrigalen zu fünf Stimmen, Rom: Antonio Barré
- Francesco Portinaro – erstes Buch mit Madrigalen zu vier Stimmen, Venedig: Girolamo Scotto
- Franciscus de Rivulo
  - Nuptiae factae sunt, 1562/1563
  - Deficiente vino, 1562/1563
- François Roussel – Il primo libro delli [39] madrigali a cinque voci, Rom
- Giaches de Wert – Il terzo libro de madrigali zu fünf Stimmen, Venedig

## Musiktheoretische Werke
- Giovanni Battista Benedetti – Brief an Cipriano de Rore
- Gallus Dreßler – Praecepta musicae poeticae (1563/64)
- Lucas Lossius – Erotemata musicae practicae
- Nikolaus Listenius – Rudimenta Musicae Planae
- Adrian Le Roy – Instruction de partir toute musique facilment en tablature de luth, Paris: Le Roy & Ballard

## Geboren

### Geburtsdatum gesichert
- 20. Januar: Ottavio Rinuccini, italienischer Dichter und Librettist († 1621)
- 29. Januar (getauft): Lorenzo Dorati, italienischer Musiker († 1613)[1]
- 25. August: Thomas Fritsch, deutscher Geistlicher und Komponist († vor 1620)
- 17. November: Melchior Schärer, deutscher Pfarrer, Komponist und Kalendermacher († 1624)
- 29. Dezember: Francesco Maria Guaitoli, italienischer Komponist († 1628)[1]

### Genaues Geburtsdatum unbekannt
- John Dowland, englischer Komponist († 1626)
- Christoph Knoll, deutscher Kirchenlieddichter († 1630)
- John Milton der Ältere, englischer Komponist († 1647)[1]
- Georg Österreicher, deutscher Lehrer und Kantor († 1621)
- Jean Titelouze, französischer Organist und Komponist († 1633)
- Cornelis Verdonck, franko-flämischer Komponist und Sänger († 1625)

### Geboren um 1563
- John Bull, englischer Organist und Cembalist († 1628)
- Giles Farnaby, englischer Komponist und bedeutender Virginalist († 1640)
- Rudolph de Lassus, deutscher Komponist († 1625)[1]
- Erasme Sayve, Sänger und Komponist († 1631 oder 1632)[1]
- Jehan Titelouze, französischer Organist und Komponist († 1633)

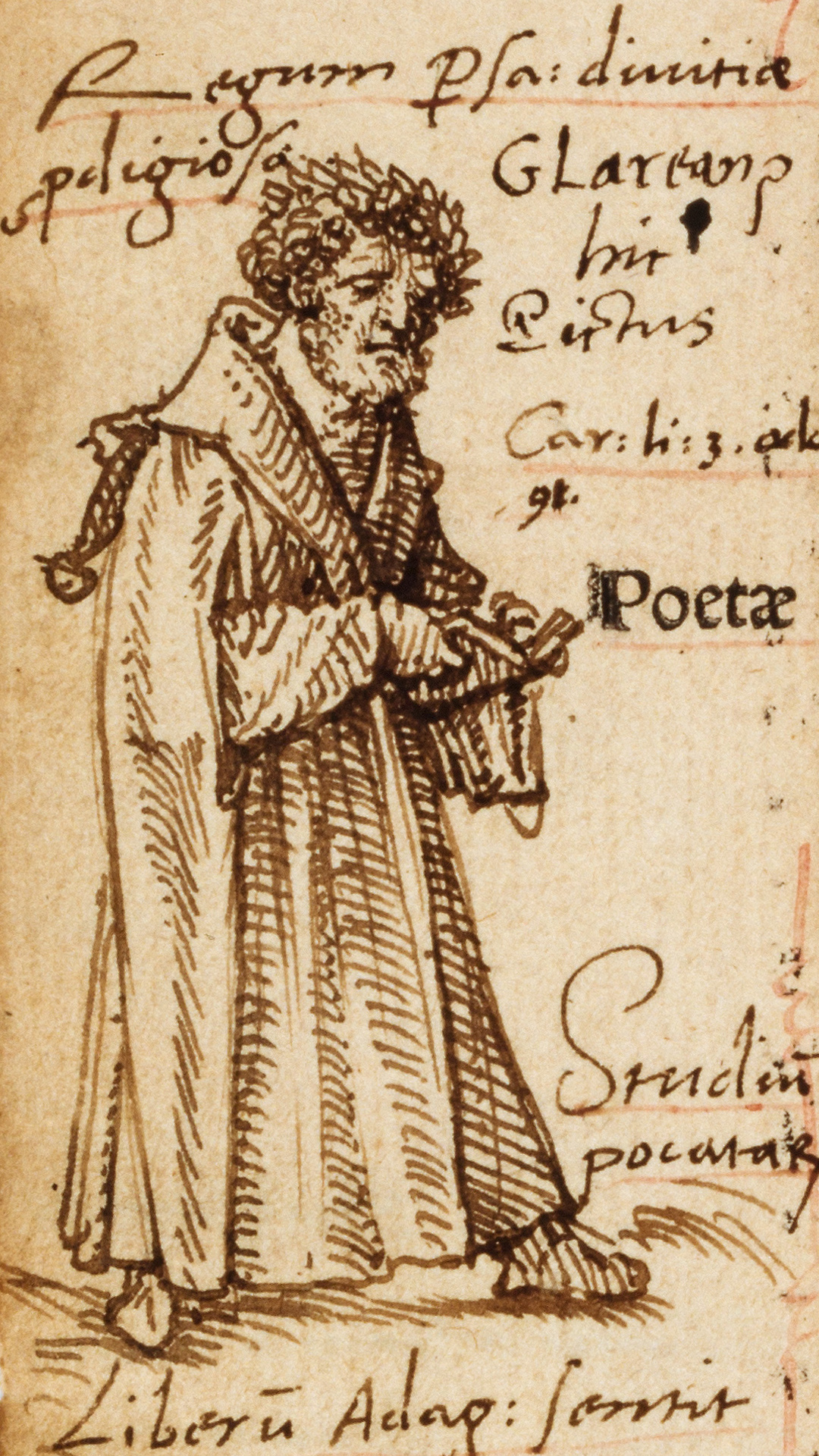
Heinrich Glarean; † 27. oder 28. März

## Gestorben

### Todesdatum gesichert
- 02. Februar: Hans Neusidler, deutscher Komponist und Lautenist (* 1508 oder 1509)
- 11. März: Guillaume Ysoré, Komponist und Sänger (* unbekannt)
- 27. oder 28. März: Heinrich Glarean, Schweizer Musiker, Musiktheoretiker, Dichter, Lehrer, Philologe, Historiker, Geograph, Mathematiker, Humanist und Universalgelehrter (* 1488)
- 07. August: Johann vom Berg, deutscher Verleger und Leiter des Verlagshauses Montanus & Neuber (* unbekannt)[2]

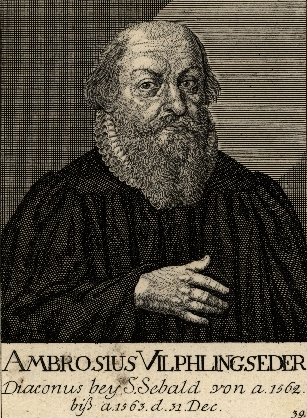
Ambrosius Wilfflingseder; † 31. Dezember

- 31. Dezember: Ambrosius Wilfflingseder, deutscher Musikpädagoge und Schulmusiker (* um 1500)

### Genaues Todesdatum unbekannt
- Anthonius Beck, deutscher Orgelbauer (* um 1510)[2]
- Bartolomé Escobedo, spanischer Komponist und Sänger (* um 1500)[2]

### Gestorben nach 1563
- Pietro Paolo Borrono, italienischer Komponist und Lautenist (* um 1490)